# Helmut Niedfeldt
Helmut Niedfeldt (* 2. August 1929 in Heiligenfelde, Niedersachsen; † 19. September 2020 in Osnabrück) war ein deutscher Fotograf.

## Leben
Nach Abschluss der Volksschule begann Niedfeldt 1943 eine Ausbildung zum Autoschlosser. Ab 1947 arbeitete er bei Borgward in Bremen. Aufgestiegen bis zum Vorarbeiter, gehörte er zum Kreise der betriebseigenen Testfahrer und Chauffeure von Carl F. W. Borgward, verlor aber bei der Insolvenz des Unternehmens 1961 seine Anstellung. Anschließend gelang Niedfeldt der berufliche Neuanfang als Fotograf bei der Kreiszeitung, eine Beschäftigung, die er bis dahin nur als Hobby verfolgt hatte. 1989 trat er in den Ruhestand.
Im Jahr 2020 übernahm die Stadt Syke gemeinsam mit dem Kreismuseum Syke das private Bildarchiv Niedfeldts, das rund 250.000 Motive umfasst. Nach Abschluss der Digitalisierung sollen die Motive öffentlich zugänglich gemacht werden. Im Jahr 2022 zeigte das Kreismuseum Syke unter dem Titel 30 Jahre Zeitgeschichte im Landkreis Diepholz durch das Kameraobjektiv betrachtet, Pressefotografien von Helmut Niedfeldt eine erste Sonderausstellung über Niedfeldts Leben und Werk.
Er war verheiratet mit Anneliese Niedfeldt, geb. Rohlfs, mit der er zwei Töchter hatte. Niedfeldt lebte bis kurz vor seinem Tod in Heiligenfelde und starb 91-jährig in einem Pflegeheim in Osnabrück.

## Ausstellungen
- 2022: 30 Jahre Zeitgeschichte im Landkreis Diepholz durch das Kameraobjektiv betrachtet. Pressefotografien von Helmut Niedfeldt